# Casa da Princesa
Museu Casa da Princesa, também conhecido como Museu Casa Setecentista, é um museu vinculado à unidade museológica-sede do Museu das Bandeiras.

## Museu
A instituição está localizada na cidade de Pilar de Goiás a 236km de Goiânia, 220km de Brasília e 260km da Cidade de Goiás, onde está localizado os outros dois museus desta unidade, no que diz os estudos e documentos da época comprovam que viveu a majestosa Princesa Isabel (Isabel Cristina Leopoldina Augusta Micaela Gabriela Rafaela Gonzaga de Bragança e Bourbon) por cerca de 2 semestre, no auge de sua mineração por ser uma das maiores do Brasil na época. Seu aspecto extremamente luxuoso pelos padrões da época, período em que Pilar se destacava no cenário de Goiás pela maior produção aurífera da província. Pilar produziu em 10 anos, o equivalente a todo o ouro que toda a província de Goiás produziu em um século. Razão pela qual a administração da província se transferia para ela por seis meses do ano. Pertence hoje ao IPHAN e abriga o museu histórico da cidade conhecido como Casa da Princesa. Considerada a construção mais luxuosa do ciclo do ouro em Goiás, o seu interior impressiona pelas pinturas de portas e tetos em gamela. Destacam-se também as rótulas das janelas pelo requinte de sua talha com floreados na parte superior. Representa como construção, a mais importante obra arquitetônica não religiosa do barroco do século XVIII da província de Goiás.

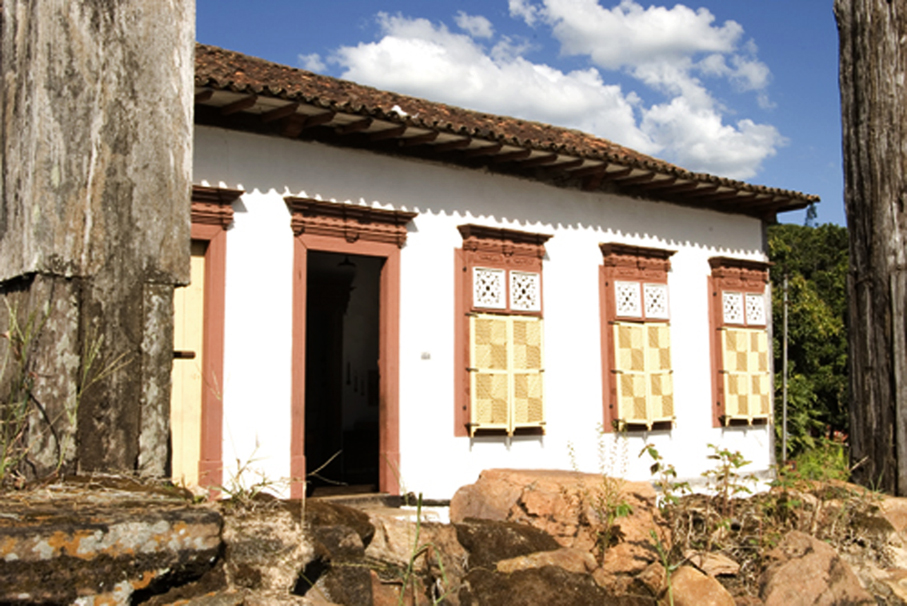
Museu Casa da Princesa